# 岐阜県道67号多治見停車場線
岐阜県道67号多治見停車場線（ぎふけんどう67ごう たじみていしゃじょうせん）は、岐阜県多治見市内の県道（主要地方道）である。

## 概要
JR多治見駅への連絡道路であり、多治見駅南口から陶都大橋方面に向かって延びている。
岐阜県の資料では起点は多治見停車場となっているが、多くの地図では本町2丁目交差点であるように表記されている。

### 路線データ
- 起点：岐阜県多治見市多治見停車場（多治見駅）
- 終点：岐阜県多治見市栄町（岐阜県道421号武並土岐多治見線交点）
- 実延長：390m[1]
  - 岐阜県の主要地方道の中で実延長が最も短い。

## 歴史
- 1993年（平成5年）5月11日 - 建設省から、県道多治見停車場線が多治見停車場線として主要地方道に指定される[2]。

## 地理

### 通過する自治体
- 多治見市

### 交差する道路
- 岐阜県道421号武並土岐多治見線（多治見市栄町・栄町交差点、終点）

### 沿線にある施設など
- JR中央本線・太多線多治見駅
- 東濃信用金庫本店
- 東濃鉄道本社
- 駅前プラザテラ